# Rajd Bułgarii

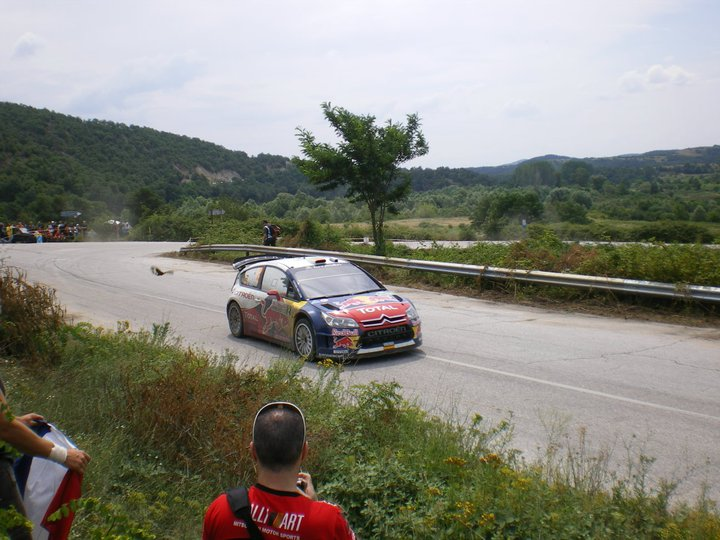
Daniel Sordo podczas Rajdu Bułgarii 2010

Rajd Bułgarii (oficjalnie Rally Bulgaria) – rajd samochodowy organizowany obecnie w zachodniej Bułgarii w obwodzie sofijskim z bazą rajdu w kurorcie narciarskim Borowec.
Rajd odbywa się od 1970 roku. Przez wiele lat był eliminacją Rajdowych Mistrzostw Europy, a w 2010 zadebiutował jako eliminacja Rajdowych Mistrzostw Świata.

## Zwycięzcy[1]
| Rok  | Nazwa rajdu                                   | Kierowca            | Pilot                | Samochód                   | Kategoria    |
| ---- | --------------------------------------------- | ------------------- | -------------------- | -------------------------- | ------------ |
| 1970 | 1. Rally Zlatni Piassatzi                     | Reiner Altenheimer  | Elena Koller         | Porsche 911                | CoPaF        |
| 1971 | 2. Rally Zlatni Piassatzi                     | Ilija Czubrikow     | Kolu Chubrikov       | Alpine-Renault A110 1600   | CoPaF        |
| 1972 | 3. Rally Zlatni Piassatzi                     | Sobiesław Zasada    | Ryszard Żyszkowski   | Porsche 911 S              | ERC, CoPaF   |
| 1973 | 4. Rally Zlatni Piassatzi                     | Sergio Barbasio     | Gino Macaluso        | Fiat 124 Abarth Rallye     | ERC, CoPaF   |
| 1974 | 5. Rally Zlatni Piassatzi                     | Attila Ferjáncz     | Jenő Zsembery        | Renault 12 Gordini         | ERC, CoPaF   |
| 1975 | 6. Rally Zlatni Piassatzi                     | Fulvio Bacchelli    | Bruno Scabini        | Fiat 124 Abarth Rallye     | ERC3, CoPaF  |
| 1976 | 7. Rally Zlatni Piassatzi                     | Andrzej Jaroszewicz | Ryszard Żyszkowski   | Lancia Stratos HF          | ERC3, CoPaF  |
| 1977 | 8. Rally Zlatni Piassatzi                     | Reiner Altenheimer  | Dieter Norwig        | Porsche Carrera            | ERC3, CoPaF  |
| 1978 | 9. Rally Albena - Zlatni Piassatzi            | Franz Wittmann sen. | Helmut Deimel        | Opel Kadett GT/E           | ERC3, CoPaF  |
| 1979 | 10. Rally Albena - Zlatni Piassatzi           | Antonio Zanini      | Juan José Petisco    | Fiat 131 Abarth            | ERC4, CoPaF  |
| 1980 | 11. Rally Albena - Zlatni Piassatzi           | Antonio Zanini      | Jordi Sabater        | Porsche 911 SC             | ERC3, CoPaF  |
| 1981 | 12. Rally Albena - Zlatni Piassatzi - Sliven  | Adartico Vudafieri  | Arnaldo Bernacchini  | Fiat 131 Abarth            | ERC3, CoPaF  |
| 1982 | 13. Rally Albena - Zlatni Piassatzi - Sliven  | Andrea Zanussi      | Arnaldo Bernacchini  | Fiat 131 Abarth            | ERC4, CoPaF  |
| 1983 | 14. Rally Albena - Zlatni Piassatzi - Sliven  | Antonio Zanini      | Sánchez Pedro García | Talbot Sunbeam Lotus       | ERC4, CoPaF  |
| 1984 | 15. Rally Albena - Zlatni Piassatzi - Sliven  | Carlo Capone        | Sergio Cresto        | Lancia 037 Rally           | ERC4, CoPaF  |
| 1985 | 16. Rally Albena - Zlatni Piassatzi - Sliven  | Dario Cerrato       | Giuseppe Cerri       | Lancia 037 Rally           | ERC4, CoPaF  |
| 1986 | 17th Rally Albena - Zlatni Piassatzi - Sliven | Beny Fernández      | José López Orozco    | Opel Manta 400             | ERC4, CoPaF  |
| 1987 | 18th Rally Albena - Zlatni Piassatzi - Sliven | Patrick Snijers     | Dany Colebunders     | Lancia Delta HF 4WD        | ERC4, CoPaF  |
| 1988 | 19th Rally Albena - Zlatni Piassatzi - Sliven | Fabio Arletti       | Leonardo Julli       | Lancia Delta HF 4WD        | ERC20, CoPaF |
| 1989 | 20th Rally Albena - Zlatni Piassatzi          | Robert Droogmans    | Ronny Joosten        | Ford Sierra RS Cosworth    | ERC20, CoPaF |
| 1990 | 21st Rally Albena - Zlatni Piassatzi          | Fabrizio Tabaton    | Maurizio Imerito     | Lancia Delta Integrale 16V | ERC20        |
| 1991 | 22nd International Rally Zlatni               | Piero Liatti        | Luciano Tedeschini   | Lancia Delta Integrale 16V | ERC20        |
| 1992 | 23rd International Rally Zlatni               | Erwin Weber         | Manfred Hiemer       | Mitsubishi Galant VR-4     | ERC20        |
| 1993 | 24th International Rally Zlatni               | César Baroni        | Hervé Sauvage        | Lancia Delta HF Integrale  | ERC20        |
| 1994 | 25th International Rally Zlatni               | Patrick Snijers     | Dany Colebunders     | Ford Escort RS Cosworth    | ERC20        |
| 1995 | 26th International Rally Zlatni               | Enrico Bertone      | Massimo Chiapponi    | Toyota Celica Turbo 4WD    | ERC20        |
| 1996 | 27th Rally Zlatni Piassatzi                   | Enrico Bertone      | Massimo Chiapponi    | Ford Escort RS Cosworth    | ERC20        |
| 1997 | 28th Rally Albena - Bulgaria                  | Krzysztof Hołowczyc | Maciej Wisławski     | Subaru Impreza 555         | ERC20        |
| 1998 | 29th Rally Albena - Bulgaria                  | Alex Fiorio         | Nadia Mazzon         | Ford Escort RS Cosworth    | ERC20        |
| 1999 | 30th Rally Albena - Bulgaria                  | Enrico Bertone      | Nicola Arena         | Renault Mégane Maxi        | ERC20        |
| 2000 | 31st Rally Albena                             | Bruno Thiry         | Stéphane Prévot      | Citroën Xsara Kit Car      | ERC20        |
| 2001 | 32nd Rally Bulgaria - Albena                  | Armin Kremer        | Fred Berßen          | Toyota Corolla WRC         | ERC20        |
| 2002 | 33rd Rally Bulgaria - Albena                  | Leszek Kuzaj        | Erwin Mombaerts      | Toyota Corolla WRC         | ERC20        |
| 2003 | 34th Rally Bulgaria                           | Bruno Thiry         | Jean-Marc Fortin     | Peugeot 206 WRC            | ERC20        |
| 2004 | 35th Rally Bulgaria                           | Luca Pedersoli      | Daniele Vernuccio    | Peugeot 306 Maxi           | ERC          |
| 2005 | 36th Rally Bulgaria                           | Giandomenico Basso  | Mitia Dotta          | Fiat Punto S1600           | ERC          |
| 2006 | 37th Rally Bulgaria                           | Giandomenico Basso  | Mitia Dotta          | Fiat Punto S2000           | ERC          |
| 2007 | 38th Rally Bulgaria                           | Dimityr Iliew       | Janaki Janakiew      | Mitsubishi Lancer Evo IX   | ERC          |
| 2008 | 39th Rally Bulgaria                           | Krum Donczew        | Stojko Wyłczew       | Peugeot 207 S2000          | ERC          |
| 2009 | 40th Rally Bulgaria                           | Giandomenico Basso  | Mitia Dotta          | Fiat Grande Punto S2000    | ERC          |
| 2010 | 41st Rally Bulgaria                           | Sébastien Loeb      | Daniel Elena         | Citroën C4 WRC             | WRC          |
| 2011 | 42nd Rally Bulgaria                           | Luca Rossetti       | Matteo Chiarcossi    | Abarth Grande Punto S2000  | ERC          |
| 2012 | 43rd Rally Bulgaria                           | Dimityr Iliew       | Janaki Janakiew      | Škoda Fabia S2000          | ERC          |

- ERC – Rajdowe Mistrzostwa Europy (liczba oznacza współczynnik rajdu)
- WRC – Rajdowe mistrzostwa świata
- CoPaF – Rajdowy Puchar Pokoju i Przyjaźni